# Daimler Dingo
Панцирник Daimler Dingo (нім. Daimler Dingo (Daimler Scout Car)) був на озброєнні британського війська в час Другої світової війни.

## Історія
Військове міністерство на початку 1938 року вирішило поставити на озброєння легкі розвідувальні чотириколісні панцирники без башт. До конкурсу зголосилися три компанії: Morris Commercial Cars Ltd.,  Alvis Ltd. i BSA Cycles Ltd. Випробування наданих прототипів перших двох компаній провели в серпні 1938 року. При однакових масах і розмірах кращим визнали панцирник Alvis Scout Car, а панцирник  Morris мав проблеми з охолодженням двигуна. При випробуваннях у березні 1939 року найгіршим визнали панцирник Morris Scout Car, роботи над яким припинили. Alvis Scout Car мав вищу швидкість, але у BSA  Scout Car був нижче розміщений центр ваги, що стало важливим при новій вимозі встановити панцирний дах. 
У травні 1939 року для війська замовили 172 панцирники компанії BSA Cycles Ltd, яка незабаром увійшла до британського концерну Daimler. Панцирник отримав позначення Car, Scout, Daimler Mk. I, але у військах його звали Dingo. У другій половині 1939 року перші панцирники потрапили до Британських експедиційних сил у Франції. У час війни їх використовували також офіцери зв'язку, командири підрозділів. Через неможливість компанією Daimler задовольнити потребу військ у розвідувальних панцирниках з 1942 року аналогічну машину виробляла також компанія Humber. Схожі конструкції мали канадські панцирники Ford Canada Lynx та італійські Lancia Lince. До 1945 року виробили 6626 панцирників Daimler Dingo всіх модифікацій, що зробило його найбільш численним панцирником британської армії. Після війни панцирники продали в треті країни, де їх використовували до 1970-х років.
Панцирники Daimler випускались у п'яти модифікаціях, що різнились покриттям даху рубки, керованими всіма колесами і лише передніми (Mk. II, Mk. III ), охолодженням мотору. Панцирники з радіостанціями Set No.11 (Mk. I), No.19 (Mk. II) позначали літерами W/T. На решті модифікацій радіостанції встановлювали на всіх панцирниках і позначення не застосовували.